# Pastej

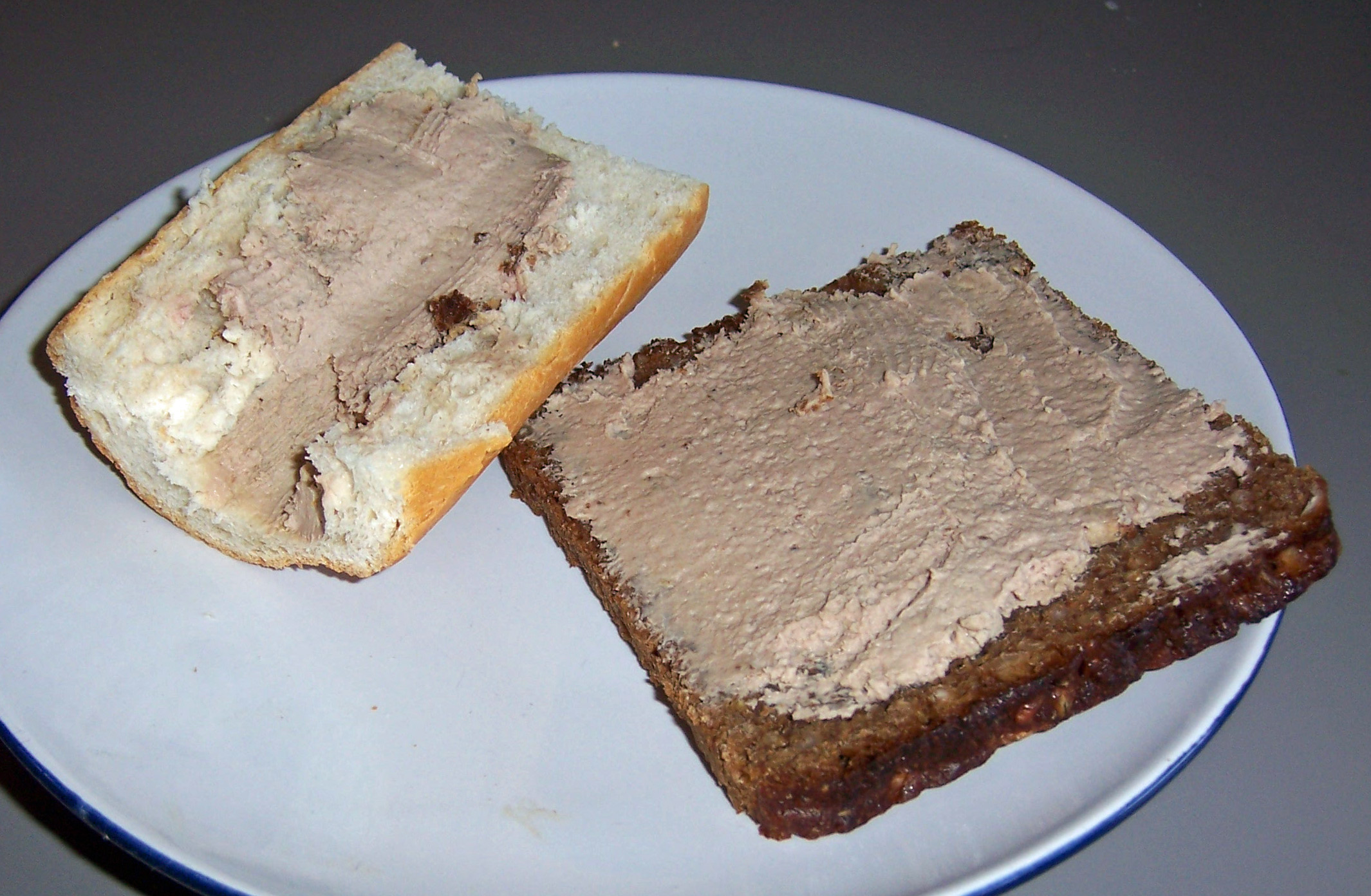
Mackor med leverpastej.

Pastej är bland annat ett i modern tid förekommande samlingsnamn för olika typer av maträtter vars gemensamma nämnare är att de består av en finmald huvudingrediens samt smaksättningar och bindemedel.
Den traditionella betydelsen av pastej är emellertid beteckningen på en i deg inbakad fyllning av fisk, kött, grönsaker eller frukt. Pastejerna upplevde sin storhetstid under 1500-talet och skapades av särskilda pastejbagare (pastejbagarskrån fanns i de flesta europeiska storstäder). Pastejernas former älskades av barocken och de har upplevt flera uppsving även under senare perioder.
Fördelen med pastejer kulinariskt är att det tätt slutande degskalet på ett särskilt sätt förmår behålla fyllningens ingrediensers smaknyanser under tillagningen, varför innanmätet vanligtvis får en än bättre smak än om det skulle ha tillretts som gryta eller terrin. (Skillnaden mot en köttpaj är att fyllningen där är förkokt och degen sällan helt tät, medan de råa ingredienserna tillagas inne i den åtslutande degen i en pastej, jämför skillnaden mellan steak and kidney pie som är en paj och steak and kidney pudding som är en pastej.)